# Bài Mãn
Chủ nghĩa bài Mãn (giản thể: 排满主义; phồn thể: 排滿主義) hay đơn giản chỉ là bài Mãn (giản thể: 排满; phồn thể: 排滿) ý chỉ tâm lý chống lại người Mãn Châu (Nữ Chân) ở Trung Quốc, đặc biệt là chống lại Nhà Thanh, triều đại thường bị người Hán phẫn uất quy cho là ngoại tộc, ngoại bang, mặc dù có một mức độ hội nhập văn hóa ở đây. Thứ tinh thần dân tộc này có xu hướng là bộ phận của một phong trào lớn hơn, đó là phản Thanh phục Minh (giản thể: 反清复明; phồn thể: 反清復明) nhằm lật đổ Nhà Thanh, khôi phục lại Nhà Minh.
Tôn Trung Sơn là người lập ra nền cộng hòa của Trung Hoa khi lật đổ triều đại Nhà Thanh Ái Tân Giác La  đã đi cai quản toàn bộ Trung Quốc từ năm 1644 đến năm 1912. Ông đã tuyên bố như sau khi tiến hành nổi dậy chống lại Nhà Thanh do người Mãn cai trị Trung Hoa của chế độ Minh triều cũ:
| “               | Để khôi phục nền độc lập dân tộc, trước tiên chúng ta phải khôi phục lại quốc gia Trung Hoa. Để khôi phục lại quốc gia Trung Hoa, chúng ta phải đánh đuổi tộc Mãn Châu man di trở về dãy núi Trường Bạch. Để tống khứ tộc man di đi, trước tiên chúng ta phải lật đổ triều đình Mãn Thanh chuyên chế bạo ngược, độc đoán, xấu xa và thối nát, đồi bại. Hỡi đồng bào, đồng chí, một cuộc cách mạng là con đường duy nhất để lật đổ triều đình Nhà Thanh! | ” |
| — Tôn Trung Sơn | |   |

Năm 1911, những nhà cách mạng của cuộc Cách mạng Tân Hợi tuyên bố rằng người Hán và người Hồi là bình đẳng như nhau nhưng cân nhắc bỏ qua người Mãn trong lời tuyên bố, và do đó "có thể xem như thừa nhận" cuộc thảm sát người Mãn ở Tây An. Người Hồi do Mã An Lương và Mã Kỳ lãnh đạo đã tiến hành lờ đi lời tuyên bố, và tiếp tục chiến đấu cho Nhà Thanh chống lại những nhà cách mạng. Sau khi tất cả đàn ông người Mãn ở Tây An bị giết sạch, người Hồi chỉ đã có thể giải cứu những thiếu nữ người Mãn xinh đẹp và cải đạo cho họ sang người tộc đạo Hồi để cứu họ khỏi sự truy sát bí mật bất thành văn của người Hán nhằm hòa hợp với dân người Hán tại nước Trung Hoa.